# Pale ale

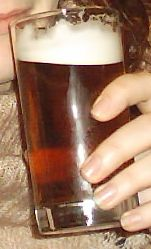
Un bicchiere di birra Pale ale

Pale ale è uno stile di birra originario della Gran Bretagna che usa un lievito ad alta fermentazione e prevalentemente malto chiaro. Tra i principali stili di birra del mondo, la percentuale più alta di malti chiari ha come conseguenza un colore più chiaro.
Il termine Pale ale è stato utilizzato a partire dal 1703 per le birre a base di malti essiccati a carbone, metodo che ha prodotto un colore più chiaro rispetto alle altre birre ale popolari in quel periodo. Diverse tecniche di produzione e differenti livelli di luppolo hanno portato a una vasta gamma di gusti e di gradazioni alcoliche all'interno della famiglia delle birre Pale ale.

## Storia
Pale ale era un termine usato per le birre di malto essiccato a carbone. Il carbone fu usato per la tostatura del malto a partire dal 1642, ma fu solo intorno al 1703 che si cominciò ad utilizzare il termine pale ale. Nel 1784 degli annunci pubblicitari riguardanti delle birre "pale ale" furono pubblicati sul Calcutta Gazette. Nel 1830 le espressioni "bitter" e "pale ale" erano sinonimi. I produttori tendevano a designare le proprie birre come pale ale, mentre i consumatori comunemente si riferivano alle stesse birre con il termine bitter. Si pensa che i consumatori utilizzassero il termine "bitter" per differenziare queste pale ale da altre birre meno luppolate, come porter e mild. Tra la metà e la fine del XX secolo, mentre i produttori continuavano ad etichettare le proprie birre in bottiglia come pale ale, essi cominciarono a identificare con il termine bitter le birre distribuite in botti, ad eccezione di quelle di Burton upon Trent, che tendono ad essere indicate come pale ale indipendentemente dal metodo di spedizione.

## Tipi di Pale ale

### Amber ale
Amber ale è un termine usato attualmente in Nord America, e fino all'inizio del XX secolo in Gran Bretagna, per birre pale ale realizzate con una percentuale di malti tostati e/o caramellati per ottenere un colore ambra, che generalmente può variare dal rame chiaro al marrone chiaro. Una piccola quantità di malto caramellato o di altro malto tostato può essere aggiunto alla tipica base pale ale per produrre un colore leggermente più scuro, come in alcune pale ale irlandesi e britanniche.
In Francia il termine usato è ambrata, e il gusto amarognolo del luppolo è modesto, come nella Fischer ambrata. In Nord America, sono utilizzati luppoli di varietà americane con vari gradi di amarezza.
A Newcastle upon Tyne (in Inghilterra), con amber ale si intendeva una birra di colore più chiaro e minore corposità commercializzata dai produttori della Newcastle Brown Ale.

### American Pale ale
L'associazione dei produttori di birra statunitense ha definito lo stile di birra American Pale ale come avente un colore che può variare dall'oro intenso al rame, con amarezza, sapore e aroma dominati dal luppolo. Le American Pale ale hanno una corposità media e un livello di malto medio basso.

### Bière de garde
La Bière de garde è una Pale ale tradizionalmente prodotta nella regione di Pas-de-Calais in Francia. Queste birre erano di solito prodotte all'interno di fattorie tra inverno e primavera, per evitare eventuali problemi di lievitazione durante l'estate.
L'origine del nome deriva dalla tradizione per cui questo tipo di birra veniva lasciato maturare in bottiglia per un certo periodo di tempo (spesso sigillata con un tappo di sughero), per poi essere consumata entro l'anno, analogamente ad una Saison.
Ci sono numerose birre conosciute come Bière de Garde in Francia. Alcuni dei marchi più conosciuti sono: Brasserie de Saint-Sylvestre, 3 Monts (8,5% vol); Brasseurs Duyck, Jenlain (6,5% vol); Brasserie La Choulette , Ambrée (7,5% vol).

### Burton Pale ale
Nella seconda metà del XIX secolo, le Pale ale hanno iniziato ad essere commercializzate dai produttori di Burton upon Trent, in particolare la Bass. Le birre di stile ale prodotte a Burton erano considerate di qualità particolarmente elevata grazie alla sinergia tra il malto e il luppolo utilizzati, oltre che alla tipica composizione chimica dell'acqua locale, caratterizzata da una forte presenza di gesso.
Burton ha mantenuto il predominio assoluto nella produzione di birra Pale ale finché un chimico, C.W. Vincent ha scoperto il processo di Burtonisation per riprodurre la composizione chimica dell'acqua di Burton upon Trent, dando così a qualsiasi produttore di birra la possibilità di realizzare Pale ale di qualità.

### India Pale Ale (IPA)
L'India Pale Ale o IPA è uno stile di Pale ale sviluppato in Inghilterra per essere esportato in India. Il primo uso conosciuto dell'espressione "India pale ale" si trova in una pubblicità sulla Sydney Gazette and New South Wales Advertiser del 27 agosto 1829.
Worthington White Shield, originaria di Burton-upon-Trent, è una birra considerata parte integrante dello sviluppo che hanno avuto le India Pale Ale.
Il colore di una IPA può variare da giallo scarico ad un rossastro ambrato.

### Irish Red ale
Le Irish Red ale, Red ale o Irish ale ottengono il loro caratteristico colore leggermente rossastro dall'uso di una piccola quantità di orzo tostato. Il termine Red ale o birra rossa non è utilizzato solo in Irlanda, tuttavia il nome Irish Red è in genere usato quando si è in presenza di materiale tostato. Smithwick's è una tipica birra Irish Red.
Negli Stati Uniti il nome può descrivere una Amber ale scura, e alcuni produttori di birra commercializzano una birra "rossa" che in realtà è una lager con colorante caramello.

## Strong Pale ale
Con Strong Pale ale (altrimenti detta Imperial Pale Ale) si intendono birre di stile pale nelle quali sono predominanti i malti tipici di tale stile e che hanno un contenuto alcolico abbastanza elevato, tipicamente tra il 7-8% e il 12%, sebbene ci siano produttori di birra che ne hanno incrementato ulteriormente la gradazione. Nel 1994 il microbirrificio Hair of the Dog Brewing Company ha realizzato una Strong Pale Ale con gradazione alcolica del 29%. Più recentemente la BrewDog ha messo in commercio una pale ale chiamata Sink the Bismark che raggiunge una gradazione di 41%. La Orval è una tipica pale ale belga e la sua fermentazione si basa su lieviti dei generi Saccharomyces e Brettanomyces.

### American Strong Ale
American strong ale è una categoria utilizzata negli Stati Uniti per descrivere birre ale con gradazione uguale o superiore al 7.0%. Le birre di questo tipo possono essere classificate anche come double India Pale Ales, Barley wines, o Old ale, a seconda dello stile utilizzato.

### Strong Ale
Strong Ale è il nome con il quale vengono indicate le birre Strong Pale ale prodotte in Inghilterra e che presentano una gradazione alcolica superiore al 5%.